# Šestdobe
Šestdobe – wieś w Słowenii, w gminie Rače-Fram. W 2018 roku liczyła 38 mieszkańców.